# Chevy Chase Village (Maryland)
Chevy Chase Village es un pueblo ubicado en el condado de Montgomery en el estado estadounidense de Maryland. En el año 2010 tenía una población de 1953 habitantes y una densidad poblacional de 1775,45 personas por kilómetro cuadrado.

## Geografía
Chevy Chase Village se encuentra ubicado en las coordenadas 38°58′10″N 77°4′44″O / 38.96944, -77.07889. Se ubica a lo largo del borde sur del condado de Montgomery. Limita al sureste con la comuna de Chevy Chase en Washington D. C., al suroeste con Friendship Heights Village, y al oeste con Somerset.
La ciudad tiene una superficie total de 0.42 millas cuadradas (1.09 km2), toda de tierra y se encuentra en la cuenca del río Potomac.

## Demografía
Según la Oficina del Censo en 2000 los ingresos medios por hogar en la localidad eran de $200 000 y los ingresos medios por familia eran $200 000. Los hombres tenían unos ingresos medios de más de $100 000, frente a los $76 067 para las mujeres. La renta per cápita para la localidad era de $95 174. Alrededor del 2.0 % de la población estaba por debajo del umbral de pobreza.